# Aydın Hüseynov
Aydın Hüseynov (beim Weltschachbund FIDE Aidyn Guseinov; * 30. November 1955; † 30. Oktober 2003) war ein aserbaidschanischer Schachspieler.

## Leben
Aydın Hüseynov war verheiratet mit der Schachspielerin Elmira Alieva, die den Titel Internationaler Meister der Frauen (WIM) trägt. Sein Sohn Elmir Hüseynov ist ebenfalls Schachspieler und trägt den Titel Internationaler Meister (IM). Von 1991 bis 1996 war Aydın Hüseynov Nationaltrainer der Mannschaft von Katar. Im Jahr 2000 zog er sich vom internationalen Turnierschach zurück.

## Erfolge
Jugendmeisterschaften der Aserbaidschanischen SSR gewann er 1973 und 1974. 1979 erhielt er den Titel Meister des Sports. 1982 gewann er die Meisterschaft des Kaukasus.
Beim letzten ausgetragenen sowjetischen Mannschaftspokal der Sportvereinigungen 1984 in Kiew spielte er für den Verein der landwirtschaftlichen Arbeiter Uroschai.
Für die aserbaidschanische Nationalmannschaft spielte er bei der Europameisterschaft 1997 in Pula am zweiten Brett hinter Sərxan Quliyev. Bei der EM hatte er eine Elo-Leistung von 2653. Bei der Schacholympiade 1998 in Elista spielte er am Spitzenbrett. Dort gewann er unter anderem gegen Aljaksej Fjodarau und spielte gegen Michael Adams remis.
1998 erhielt er den Großmeister-Titel. Seine höchste Elo-Zahl war 2513 im Januar 1999.
| Hier fehlt eine Grafik, die leider im Moment aus technischen Gründen nicht angezeigt werden kann. Wir arbeiten daran! |